# Melenkovsky (huyện)
Huyện Melenkovsky (tiếng Nga: ? райо́н) là một huyện hành chính tự quản (raion), của Tỉnh Vladimir, Nga. Huyện có diện tích 2238 km², dân số thời điểm ngày 1 tháng 1 năm 2000 là 43600 người. Trung tâm của huyện đóng ở Melenki.